# Shake the Nation
Shake the Nation är ett svenskt rockband som bildades 2005. Under 2008 släppte bandet sitt debutalbum Birth of a Nation på skivbolaget Lonely Tree Productions.

## Biografi
Bandet skapades av Daniel Badeie (sång), Anton Andersson (bas), Michael Sjöberg (gitarr), Stefan Dittmer (gitarr) och Max Sollinger (trummor). Bandet uppträdde från början främst i Stockholm och Uppsala men spelat i andra delar av Sverige samt utomlands.[källa behövs]

## Diskografi
Studioalbum
- 2008 – Birth of a Nation[2]